# Ginikikere, Tiptur
Ginikikere là một làng thuộc tehsil Tiptur, huyện Tumkur, bang Karnataka, Ấn Độ.